# Шевыринское сельское поселение
Шевыринское се́льское поселе́ние — муниципальное образование в Абатском районе Тюменской области Российской Федерации.
Административный центр — село Шевырино.

## История
Статус и границы сельского поселения установлены Законом Тюменской области от 5 ноября 2004 года № 263 «Об установлении границ муниципальных образований Тюменской области и наделении их статусом муниципального района, городского округа и сельского поселения».

## Население
| 2010 | 2011  | 2012  | 2013  | 2014  | 2015 | 2016 |
| ---- | ----- | ----- | ----- | ----- | ---- | ---- |
| 1088 | ↘1085 | ↘1058 | ↘1006 | ↘976  | ↘941 | ↗947 |
| 2017 | 2018  | 2019  | 2020  | 2021  | 2023 |      |
| ↗948 | ↘911  | ↘895  | ↘870  | ↗1022 | ↘996 |      |

## Состав сельского поселения
| № | Населённый пункт | Тип населённого пункта       | Население |
| - | ---------------- | ---------------------------- | --------- |
| 1 | Камышинка        | деревня                      | ↘190      |
| 2 | Лихачева         | деревня                      | ↘81       |
| 3 | Смоленка         | деревня                      | ↘97       |
| 4 | Татарская        | деревня                      | ↘138      |
| 5 | Узлова           | деревня                      | ↗7        |
| 6 | Шевырино         | село, административный центр | ↘575      |